# Jan Kaczkowski
Jan Adam Kaczkowski (Gdynia, 19 de julio de 1977 - Sopot, 28 de marzo de 2016) fue un sacerdote católico, doctor en ciencias teológicas y bioeticista polaco. Fue el organizador y director del Puck Hospice.

## Vida
Jan Kaczkowski nació el 19 de julio de 1977 en Gdynia, Polonia. Después de graduarse de la escuela secundaria, Kaczkowski fue admitido en el Seminario Teológico de Gdańsk, donde en 2002 defendió su tesis de maestría en teología, y el mismo año fue ordenado sacerdote. Kaczkowski continuó sus estudios, y en 2007 obtuvo un doctorado en teología en la Universidad Cardenal Stefan Wyszyński de Varsovia. Un año después completó estudios de posgrado en bioética en la Universidad Pontificia de Juan Pablo II en Cracovia.
Desde 2004, se dedicó a la creación de un hospicio en Puck. Coordinó la construcción del hospicio de 2007 a 2009. Se mantuvo como director de la institución hasta su muerte. Además de trabajar en el hospicio, trabajó como catequista en una escuela secundaria de 2004 a 2011, además de servir como vicario.
Kaczkowski padecía problemas de salud desde su nacimiento, tenía un grave déficit de visión y paresia del lado izquierdo. En 2012, se le diagnosticó glioblastoma y murió a causa de esta afección el 28 de marzo de 2016.

## Premios y legado
- El 11 de abril de 2012, el presidente polaco Bronisław Komorowski le otorgó la Orden de Polonia Restituta.[5][6]
- Se le concedió el título de ciudadano de honor de Puck.[7]
- En 2022, se estrenó una película biográfica "Johnny" sobre su vida. La película obtuvo el segundo mejor resultado de película polaca en la taquilla nacional en 2022.[8]